# Кутаисская духовная семинария
Кутаисская духовная семинария имени святителя Гавриила (груз. ქუთაისის სასულიერო სემინარია) — среднее учебное заведение Грузинской православной церкви, готовящее священно- и церковнослужителей.

## История
После упразднения Абхазского католикосата перестали функционировать грузинские духовные школы при церквах и монастырях. В 1822 году в Кутаисе было открыто уездное духовное училище с двухлетним курсом обучения, состоявшее из Рачинского и Кутаисского отделений. Здесь за казённый счёт и с возможностью проживать в пансионе получали образование в основном дети духовенства. Обучение с 1-го класса осуществлялось на русском языке; кроме церковных дисциплин преподавали арифметику, русскую и грузинскую грамматику.
Выпускники Кутаисского духовного училища могли поступать в Тифлисскую духовную семинарию, готовившую церковно- и священнослужителей для всех грузинских епархий. Однако по причине бедности лишь малая часть выпускников училища могла продолжить образование в Тифлисе. Начиная с 1870-х годов XIX века епископ Имеретинский Гавриил (Кикодзе) не раз ходатайствовал перед правительством об открытии в Кутаисе духовной семинарии. Первое такое ходатайство он подал ещё в 1872 году.
18 сентября 1894 года решением Святейшего Синода семинария была открыта. В ней готовили кадры для всех епархий Западной Грузии. Обучение велось на русском языке, преподаватели, как и во многих других учебных заведениях среднего и высшего звена, в основном были из России. В семинарии не изучались история и география Грузии, грузинская литература, что вызывало недовольство грузинской общественности и духовенства.
В ответ на антиправительственные настроения среди студентов власти Грузинского Экзархата 4 декабря 1902 года отчислили из Кутаисской духовной семинарии 15 человек. В мае 1904 года из-за беспорядков среди учащихся Кутаисская духовная семинария была закрыта. В Кутаиси продолжало действовать духовное училище, закрывшееся в 1917 году.
В конце 1995 года по благословению католикоса-патриарха Илии II Кутаисская духовная семинария была возрождена и стала именоваться в честь своего основателя.

## Известные выпускники
См. категорию Выпускники Кутаисской гимназии

## Ректоры
- 23 февраля 1895 — январь 1897 — Димитрий (Сперовский)
- 1897—1902 — Вениамин (Борнуков)
- 1902—1904 — Сильвестр (Братановский)
- 1995 — 20 июня 2019 — Каллистрат (Маргалиташвили)